# سیارک ۴۲۱۹
سیارک ۴۲۱۹ (به انگلیسی: 4219 Nakamura، نامگذاری:1988DB) چهار هزار و دویست و نوزدهمین سیارک کشف شده‌است که در ۱۹ فوریه ۱۹۸۸ کشف شد.
قدر مطلق سیارک برابر ۱۳٫۰۰ است.